# Biton longisetosus
Biton longisetosus är en spindeldjursart som beskrevs av Lawrence 1972. Biton longisetosus ingår i släktet Biton och familjen Daesiidae. Inga underarter finns listade.